# レコール
Record、旧称RecordTVは、ブラジルのテレビジョン放送局である。1953年9月27日に開局した。番組制作はサンパウロに、報道はリオ・デ・ジャネイロとブラジリアを拠点にしている。中南米諸国やポルトガル語圏にも数多くの番組を輸出していることでも知られている。
近年は視聴率でSBTに肩を並べ、着実にヘジ・グローボに次ぐブラジル第二のテレビ局の位置を固めている。2010年のバンクーバーオリンピックでは初めてオリンピックの放映権を獲得し、ロンドン・ソチ（グローボと分担）でも放映を担当したが、自国での開催となったリオデジャネイロ・オリンピックはグローボが単独で放映権を得ることとなった。

## 主なテレビ番組

### ドラマ
パスの心臓
- トッピシマ
- アモール・セム・イグアル
- Bela, a Feia

### エンターテイメント
- Domingo Show!  Made in japao  Sabrina sato
- Hoje em Dia
- Show do Tom
- CSI:科学捜査班 (CSI: Investigação Criminal)
- CSI:マイアミ
- Everybody Hates Chris (Todo Mundo Odeia o Chris)
- ラスベガス
- Monk (Monk: Um Detetive Diferente)
- She Spies (As Espiãs)
- Hercules: The Legendary Journeys (Hércules)
- Xena: Warrior Princess (Xena: A Princesa Guerreira)
- Dr.HOUSE
- HEROES
- Psych
- Surface
- ウッディー・ウッドペッカー
- ポケットモンスター
- スピード・レーサー
- スター・トレック
- Zorro
- アー・ユー・アフレイド・オブ・ザ・ダーク？
- 黙示録 (Apocalipse)

### ニュース番組
- Fala Brasil
- Domingo Espetacular
- Terceiro Tempo
- Tudo a ver
- ジョルナル・ダ・レコール